# 林白 (作家)

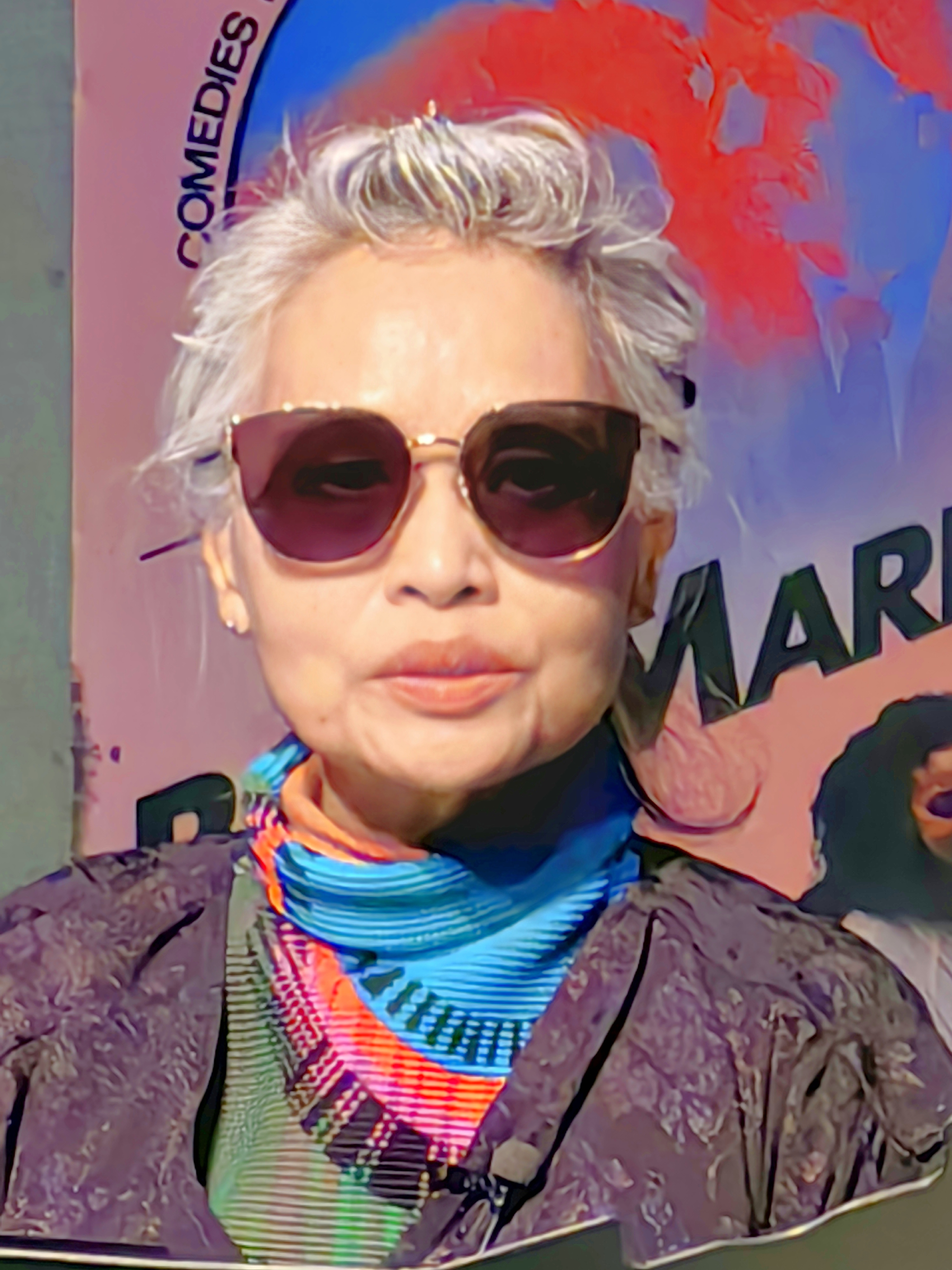
林白

林白（1958年—），本名林白薇，廣西北流人，中國當代女作家。
曾插队两年，此期间当过民办教师，1982年於武漢大學圖書館學系畢業後，先後從事圖書、電影、新聞業。現任職於武漢文學院。

## 作品

### 小說
- 玫瑰过道 （1993年）湖北辞书出版社
- 回廊之椅 （1995年）云南人民出版社
- 青苔 （1995年）华艺出版社
- 守望空心歲月 （1996年）花城出版社
- 致命的飞翔 （1996年）长江文艺出版社
- 說吧，房間 （1997年发表于《花城》第3期）
- 一个人的战争 （1998年）长江文艺出版社
- 米缸 （1999年发表于《花城》第3期，收录于《瓶中之水》）
- 纸上的蚂蚁 （与马畏安合著，1999年）湖北少年儿童出版社
- 玻璃蟲 （2000年）作家出版社
- 枕黃記 （2001年）中国青年出版社
- 日午 （2001年）时代文艺出版社
- 枪，或以梦为马 （2002年）华文出版社
- 同心愛者不能分手 （与蔡锦合著），2003年浙江人民美术出版社 / 1993 漓江出版社
- 萬物花開 （2003年）人民文学出版社
  - 《花开万物》绘画评点本，2011年工人出版社
- 大声哭泣 （2003年）江苏文艺出版社
- 婦女閒聊錄 （2005年） 新星出版社
- 谁与争锋 （多人作品集，2005年）
- 红艳见闻录 （2006年）武汉出版社
- 春天，妖精 （2006年）春风文艺出版社

- 致一九七五 （2007年）江苏文艺出版社
- 瓶中之水 （2007年）春风文艺出版社
- 长江为何如此远 （2011年）海豚出版社
- 北去來辭 （2013年）北岳文艺出版社

### 散文
- 德爾沃的月光 （1995年）云南人民出版社
- 丝绸与岁月 （1996年）文化艺术出版社
- 死亡的遐想 （1997年）上海书店出版社
- 像鬼一样迷人 （1998年）陕西师范大学出版
- 在幻想中爆破 （2000年）安徽文艺出版社
- 林白散文 （2001年）浙江文艺出版社
- 林白散文集 （2005年）.新华出版社

### 随笔
- 我愿意这样生活 与残雪合著（2000年）上海文艺出版社
- 我的人生笔记：前世的黄金 （2006年）时代文艺出版社

### 诗集
《过程》2017辽宁人民出版社

### 作品集
- 子弹穿过苹果 （1995年）河北教育出版社
- 林白文集 4册（1997年）江苏文艺出版社
- 猫的激情时代 （2001年）中国文联出版社
- 从北京到东营 （2002年）新世界出版社
- 林白作品精选 （2007年）长江文艺出版社